# إيفون بوش
إيفون بوش (بالإنجليزية: Yvonne Busch)‏ هي عازفة الجاز ومُدرسة أمريكية، ولدت في 18 أكتوبر 1929 في نيو أورلينز في الولايات المتحدة، وتوفي بنفس المكان في 28 فبراير 2014.